# Kempton (Pensilvania)
Kempton es un lugar designado por el censo ubicado en el condado de Berks en el estado estadounidense de Pensilvania. En el Censo de 2010 tenía una población de 169 habitantes y una densidad poblacional de 132,93 personas por km².

## Geografía
Kempton se encuentra ubicado en las coordenadas 40°37′45″N 75°51′20″O / 40.62917, -75.85556. Según la Oficina del Censo de los Estados Unidos, Kempton tiene una superficie total de 2.05 km², de la cual 2.05 km² corresponden a tierra firme y (0%) 0 km² es agua.

## Demografía
Según el censo de 2010, había 169 personas residiendo en Kempton. La densidad de población era de 132,93 hab./km². De los 169 habitantes, Kempton estaba compuesto por el 96.45% blancos, el 0.59% eran afroamericanos, el 0% eran amerindios, el 0% eran asiáticos, el 0% eran isleños del Pacífico, el 0.59% eran de otras razas y el 2.37% pertenecían a dos o más razas. Del total de la población el 2.96% eran hispanos o latinos de cualquier raza.